# Culicoides yanbianensis
Culicoides yanbianensis är en tvåvingeart som beskrevs av Liu 2006. Culicoides yanbianensis ingår i släktet Culicoides och familjen svidknott. Inga underarter finns listade i Catalogue of Life.